# Darker White
Darker White ist das zweite Studioalbum der US-amerikanischen Rock-Band Fever 333. Es erschien am 4. Oktober 2024 über Century Media.

## Entstehung
Am 3. Oktober 2022 verließen der Gitarrist Stephen Harrison und der Schlagzeuger Aric Improta die Band. Der verbliebene Sänger Jason Butler fand schnell darauf neue Bandmitglieder, der er am 12. Mai 2023 während eines Konzerts in Los Angeles präsentierte. Demnach wurden der ehemalige The-Mars-Volta-Schlagzeuger Thomas Pridgen, der frühere Lions-Lions-Gitarrist Brandon Davis und Bassistin April Kae integriert. Die ersten Lieder für das neue Album schrieb Jason Butler bereits während der COVID-19-Pandemie in den Jahren 2020 und 2021. Musikalisch wird auf Darker White dem Hip-Hop mehr Raum zugestanden als zuvor und Jason Butler verwendet mehr Rap als Gesang.
Die Texte handeln davon, wie es ist, als People of Color in einer westlichen Großstadt zu leben. No Hostages handelt vom Rassismus in der US-amerikanischen Justiz. Swing befasst sich mit der Ausbeutung der People of Color durch die Sportindustrie, während New West Order die fehlende Diversität in der Rockmusik kritisiert. Produziert wurde Darker White von Boy Blue, Colin Brittain, Jason Butler, John Feldmann, Josh Strock, Justin Beck, Mike Shinoda, Shaun Lopez, Simon Wilcox und Zach Jones. Gemischt wurde das Album von Colin Brittain, Kevin McCombs, Nic Trekas, Zach Jones und Zack Jones, während Chris Gehringer, Joe LaPorta, Zach Jones und Zack Jones das Mastering übernahmen. Musikvideos wurden für die Lieder Swing, New West Order, Higher Power, No Hostages, Desert Rap, Murderer und Pin Drop veröffentlicht.

## Titelliste
| 1. New West Order – 3:42 2. Higher Power – 2:44 3. Bull & a Bullet – 2:41 4. No Hostages – 3:04 5. Swing – 2:53 6. Murderer – 3:19 7. Tourist – 2:36 | 1. Nosebleeds – 3:07 2. Do or Die – 2:24 3. Negligence – 2:08 4. Desert Rap – 3:13 5. DOA – 2:40 6. Pin Drop – 3:02 7. Mob Music Pt. 2 – 2:44 |

## Rezeption
Tom Morgan vom Onlinemagazin DIY beschrieb Darker White als „anregende, beinahe anstrengende Rückkehr einer Band, von der man praktisch fühlen kann, wie sich ihre Krallen immer näher um deinen Hals ziehen“. Morgan vergab vier von fünf Punkten. Jan Hassenpflug vom deutschen Magazin laut.de schrieb, dass der „rücksichtslose Wechsel zwischen den Einflüssen“, die große „Stärke als auch die große Schwäche“ des Albums wäre. Einen Song, der „im Ohr haften bleibt“, würde man „vergebens suchen“, wofür er drei von fünf Punkten vergab.